# Markus Zusak
Markus Frank Zusak (Sydney, 23 giugno 1975) è uno scrittore australiano autore, tra gli altri, dei romanzi destinati ai ragazzi Storia di una ladra di libri e Io sono il messaggero, diventati bestseller internazionali. Ha vinto il Margaret Edwards Award nel 2014 per i suoi contributi alla letteratura per ragazzi pubblicati negli USA.

## Biografia
Zusak è nato a Sydney in Australia. La madre, Lisa, è originaria della Germania mentre il padre, Helmut, dell'Austria. Sono emigrati in Australia verso la fine degli anni cinquanta. Markus è il più giovane di quattro figli; ha due sorelle ed un fratello. Ha frequentato il Liceo Engadine, dove è tornato per un breve periodo per insegnare inglese mentre svolgeva la sua attività di scrittore.
Zusak pubblicò i suoi primi tre libri, The Underdog, Fighting Ruben Wolfe e When Dogs Cry, tra il 1999 e il 2001, e furono tradotti e ripubblicati in tutto il mondo. The Underdog, il suo primo libro, ha aspettato sette anni prima di essere pubblicato. The Messenger, pubblicato nel 2002, ha vinto il Premio Libro dell'Anno CBC per il 2003 e il Premio NSW Premier's Literary Award (Ethel Turner Prize) nel 2003 in Australia ed è stato finalista al Printz Award negli USA.
''Storia di una ladra di libri'' è stato pubblicato nel 2005 ed è stato tradotto in più di 30 lingue. Oltre a vincere premi in Australia e all'estero, ''Storia di una ladra di libri'' è stato al primo posto su Amazon e nella lista dei libri più letti del New York Times, oltre che in Brasile, Irlanda e Taiwan. È stato tra i primi cinque libri più venduti nel Regno Unito, in Spagna, Israele e Corea del Sud. In Italia è stato poi ristampato nel febbraio 2014 con il titolo omonimo al film in uscita Storia di una ladra di libri ed è stato il libro più venduto del 2014 con 450 001 copie. In totale il libro ha venduto nel mondo 8 milioni di copie.
La bambina che salvava i libri è stato adattato per il cinema nel 2013 ed in Italia è uscito nelle sale il 27 marzo 2014 con il titolo Storia di una ladra di libri.
A gennaio 2015 è stato pubblicato il romanzo Io sono il messaggero, conosciuto anche come La quinta carta, in quanto pubblicato precedentemente da Mondadori. 

## Opere
- A 15 anni sei troppo vecchio (The Underdog, 1999).
- Vorrei essere mio fratello (Fighting Ruben Wolfe, 2000).
- Il cielo è fatto di lei e di me (When Dogs Cry, 2001).
- La quinta carta o Io sono il messaggero (I Am the Messenger, 2002).
- La bambina che salvava i libri (The Book Thief, 2005).
- Il ponte d'argilla (Bridge of Clay, 2018).

## Riconoscimenti
Nel 2014, Zusak ha vinto il Margaret Edwards Award, assegnato dall'American Library Association, che ogni anno premia un autore per i suoi contributi per la letteratura destinata ai più giovani
- La bambina che salvava i libri (The Book Thief)

2009 Deutscher Jugendliteraturpreis
2008 Ena Noel Award - the IBBY Australia Ena Noël Encouragement Award for Children's Literature
2006 Kathleen Mitchell Award 2006 (literature)
- Io sono il messaggero  (I Am The Messenger)

2007 Deutscher Jugendliteraturpreis
2006 Bulletin Blue Ribbon Book
2005 Publishers Weekly Best Books of the Year-Children
2003 Children’s Book Council of Australia Book of the Year Award
2003 New South Wales Premier's Literary Awards Ethel Turner Prize for Young People's Literature
- Il cielo è fatto di lei e di me (When Dogs Cry/ Getting the Girl)

2002 Honour Book, CBCA Children's Book of the Year Award: Older Readers
- Vorrei essere mio fratello (Fighting Ruben Wolfe)

2001 Honour Book, CBCA Children's Book of the Year Award: Older Readers
shortlisted for the New South Wales Premier's Literary Awards Ethel Turner Prize for Young People's Literature